# Елізувка (Люблінський повіт)
Елізувка (пол. Elizówka) — село в Польщі, у гміні Нємце Люблінського повіту Люблінського воєводства.
Населення — 859 осіб (2011).
У 1975-1998 роках село належало до Люблінського воєводства.

## Демографія
Демографічна структура станом на 31 березня 2011 року:
|          | Загалом | Допрацездатний вік | Працездатний вік | Постпрацездатний вік |
| -------- | ------- | ------------------ | ---------------- | -------------------- |
| Чоловіки | 424     | 112                | 277              | 35                   |
| Жінки    | 435     | 92                 | 271              | 72                   |
| Разом    | 859     | 204                | 548              | 107                  |